# Honda NT 1100
La Honda  NT 1100 è una motocicletta stradale da turismo prodotta dalla casa motociclistica giapponese Honda dal 2021.

## Il contesto
Presentata ad EICMA nel novembre 2021, la moto è una stradale semicarenata per uso turistico, erede diretta della Honda Deauville, dalla quale si discosta totalmente per il motore, il telaio e la trasmissione a catena. Integra le borse nella carrozzeria (16 e 18 litri nella prima edizione), vani per piccoli oggetti integrati nella semicarena ai lati del manubrio e del parabrezza.
Il motore è un bicilindrico da 1084 cm³, monoalbero a camme in testa azionato da catena che comanda attraverso bilancieri a rullo le 8 valvole, con una potenza di 75 kW. L'alimentazione avviene mediante iniezione indiretta con due corpi farfallati da 46 mm e 2 iniettori. All'anteriore è dotata di una forcella telescopica, mentre al posteriore è presente il forcellone con mono ammortizzatore regolabile nel precarico. La frenata prevede all'anteriore un doppio disco da 298 mm, mentre al posteriore vi è un disco da 245 mm con pinza ad un pistoncino.